# الدوري الفنلندي الممتاز 2014
الدوري الفنلندي الممتاز 2014 (بالفنلندية: Veikkausliigan kausi 2014)‏ هو موسم من الدوري الفنلندي الممتاز. فاز فيه نادي هلسنكي.